# Aldo Del Monte (militare)
Aldo Del Monte (Montefiorito, 30 gennaio 1894 – Sciogguà-Sciogguì, 13 gennaio 1936) è stato un militare italiano, insignito della medaglia d'oro al valor militare alla memoria nel corso delle grandi operazioni di polizia coloniale in Africa Orientale Italiana.

## Biografia
Nacque a Montefiorito, provincia di Forlì, il 30 gennaio 1894, figlio di Giuseppe e Ines Lazzarini. Si trasferì giovanissimo, per ragioni famigliari, a San Giovanni in Marignano e poi a Pesaro nelle Marche, dove effettuò gli studi ginnasiali e poi liceali presso il liceo "Terenzio Mariani" conseguendo la maturità classica. Attratto dalla vita militare si arruolò volontario nel Regio Esercito, e il 10 novembre 1913 iniziò a frequentare la Regia Accademia Militare di Artiglieria e Genio di Torino, da cui uscì assegnato come sottotenente all'artiglieria da montagna del corpo degli alpini. Entrò in servizio presso il Gruppo "Torino-Aosta" del 1º Reggimento artiglieria da montagna, giungendo nel maggio 1915 in zona di operazioni in Valsugana dopo la dichiarazione di guerra all'Impero austro-ungarico. Rimane ininterrottamente al fronte per 40 mesi, distinguendosi in particolare nei combattimenti sul Monte Cauriol, a Punta Cardinal, a Busa Alta, a Col dell'Orso, sul Monte Solarolo e quindi sul Monte Grappa. Nel luglio 1917 frequentò la Scuola bombardieri di Susegana e un mese dopo fu promosso capitano, divenendo comandante della 6ª Batteria da montagna. Al termine del conflitto nel dicembre 1918 si imbarcò volontariamente per la Libia partecipando alle operazioni di riconquista della Colonia al comando della 1ª Batteria indigena.  Nel 1920 fu trasferito in Eritrea dove rimase fino al 1924. Rientrato in Patria frequenta la Scuola centrale d'artiglieria di Bracciano, nel 1929 svolse funzioni didattiche come insegnante di balistica presso la Scuola di applicazione di artiglieria e genio di Torino, e quindi, promosso maggiore, presso l'Ispettorato d'artiglieria. Il 10 febbraio 1927 si sposò a Torino con la signorina Angela Agostoni dalla quale, nel 1930, ebbe un figlio. Nell’autunno 1935 saputo dell'inizio delle imminenti operazioni coloniali per la conquista dell'Etiopia, chiede di andare in zona di guerra in Eritrea prima dell'inizio ufficiale delle ostilità. Con il grado di maggiore venne assegnato il comando del 2º Gruppo artiglieria da montagna inquadrato nella 2ª Divisione eritrea. Il 3 ottobre 1935 le truppe italiane varcarono la linea di confine del fiume Mareb ed iniziava la guerra d'Etiopia. Partecipò all'avanzata della 2ª Divisione eritrea verso il Tembien con compiti di avanguardia per superare l'agguerrita resistenza dei 30.000 guerrieri a disposizione di Ras Cassa Darghiè e Ras Sejum. Ai primi di novembre giunse nella valle del fiume Ghevà con obiettivo successivo la conquista di Macallè, e si inoltrò nella impervia stretta di Scioguascioguì (Sciogguà Sciogguì) lunga undici chilometri, come indicata nelle carte dell'epoca, scontrandosi con le truppe nemiche. Nel corso del combattimento del giorno 12, scoperte le difficoltà incontrate da una colonna dell'esercito, senza attendere ordini si diresse in suo aiuto riuscendo a disperdere il nemico. Un nuovo attacco dell'avversario lo sorprese durante una ricognizione fuori dalle linee e rimase gravemente ferito alle gambe. Non volle abbandonare il combattimento fino al termine della battaglia, dirigendo il fuoco della sua batteria che risulterà determinante per la sconfitta del nemico, che volse in fuga. Trasportato subito all'ospedale da campo n°77, dopo due mesi di sofferenze causate da una progressiva infezione alle ferite che costrinsero i medici ad una amputazione e per le complicazioni dovute ad una broncopolmonite, si spense alle 8:36 del 13 gennaio 1936. Le sue spoglie mortali sono tumulate nel cimitero cattolico di Asmara. Alla sua memoria fu decretata la concessione della medaglia d'oro al valore militare. Al maggiore Aldo Del Monte è intitola la caserma a Pesaro del 28º Reggimento fanteria "Pavia".

### Fonti
1. ↑  Combattenti Liberazione.
2. 1 2 3  Bianchi, Cattaneo 2011, p. 208.
3. 1 2 3 4 5 6 7 8 9  Noi Alpini.
4. 1 2 3 4 5 6 7 8 9 10 11  Bianchi, Cattaneo 2011, p. 209.
5. ↑   Medaglia d'oro al valor militare Del Monte, Aldo, su quirinale.it, Quirinale. URL consultato l'11 luglio 2021.